# 东莞松山湖高新技术产业开发区
东莞松山湖高新技术产业开发区，简称松山湖、松山湖高新区，是中国广东省东莞市的国家级开发区，是东莞市的科技研发中心。
狭义指管委会直接管辖的园区，称松山湖（生态园）、松山湖园区、松山湖科技产业园区。同时也是东莞市的两个类似乡级单位：松山湖和东莞生态园。包括以松山湖（松木山水库）为中心周边三个镇的边缘地区和东部快速路沿线六镇汇合处整合而成的东莞生态产业园。广义指管委会统筹发展的片区，称松山湖功能区，包括石龙镇、寮步镇、大岭山镇、大朗镇、石排镇、茶山镇、横沥镇、东坑镇、企石镇。
开发区管理委员会是东莞市人民政府下属的副厅级派出机构，与中共东莞松山湖高新技术产业开发区工作委员会合署办公。。

## 沿革
2001年，东莞市提前谋划发展模式转型和创新，提出开发建设松山湖科技产业园区，整合大朗镇、大岭山镇、寮步镇三个镇的边缘地区，规划控制面积72平方公里。得名自辖区内的松山湖。
2006年6月，中共东莞市委、市政府作出了整合东部快速路沿线寮步镇、横沥镇、东坑镇、企石镇、石排镇、茶山镇六镇汇合处土地的决策，开发建设东莞生态产业园:4，规划控制面积31平方公里。
2010年9月，松山湖经国务院批准升格为国家级高新技术产业开发区。2011年，生态园成为广东省首批省级循环经济工业园区:4。2013年，生态园获批建设国家生态示范工业园区。
2014年12月，东莞市决定将松山湖高新区、东莞生态园合并，实行统筹发展。
2015年9月，园区成功入围珠三角国家自主创新示范区，初步确定“1+2+N”（一轴线+两核心+周边镇）空间布局。
2017年3月，松山湖与石龙、寮步、大岭山、大朗、石排、茶山等周边六镇组成松山湖片区，率先拉开东莞市园区统筹组团发展帷幕。以散裂中子源为核心的松山湖科学城和位于企石镇的东部工业园（企石辖区）也被纳入园区管辖范围。
2019年4月，东莞市启动通过强化功能区统筹优化市直管镇体制改革，松山湖功能区在原来松山湖片区“1+6”基础上，增加横沥、东坑、企石三个镇，统筹发展功能区范围内“一园九镇”发展规划、区域开放、招商引资、重大项目建设和政务服务效能提升五大领域工作。

## 管委会

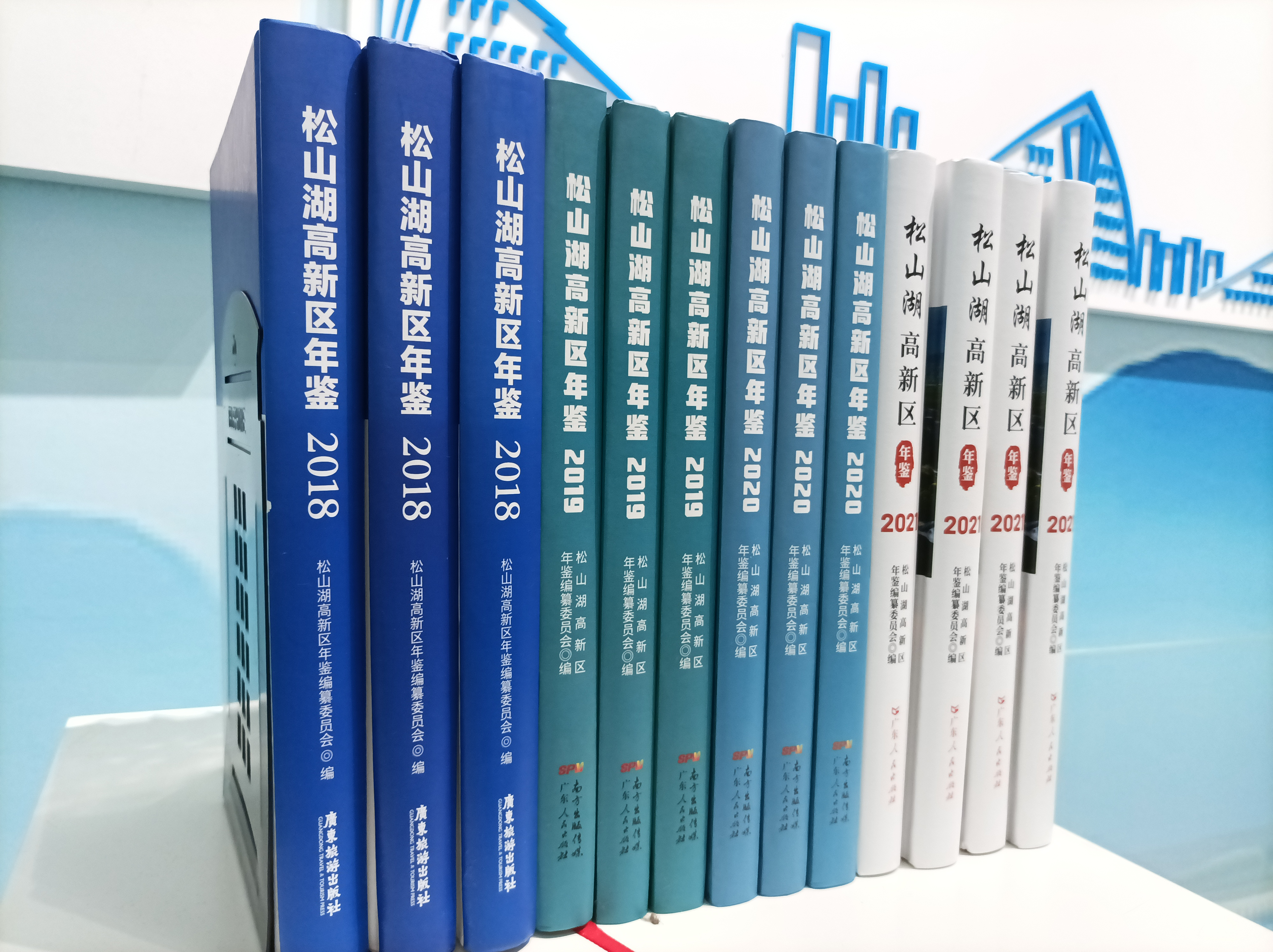
松山湖高新区年鉴

### 职能
- 贯彻执行党和国家的路线、方针、政策，贯彻执行市委、市政府的工作部署，推进开发区开放创新、科技创新、制度创新，提升对外合作水平、提高经济发展质量。
- 研究制定、组织实施开发区的发展战略和发展规划，编制开发建设中长期和年度实施计划以及重大投资计划。组织研究开发区相关改革方案，促进可持续发展。
- 对开发区整体空间规划、产业布局、项目引进等重要业务实行统一领导。统筹开发区产业空间布局、招商引资和企业项目落地工作。
- 组织编制开发区国土空间规划和年度计划，并协调落实。负责开发区土地整备与开发，重大城市基础设施和城市公共设施的建设工作，优化城市规划建设。
- 研究制定促进科技创新发展规划和政策，并组织实施。协调整合各类科技创新资源，推动以科技创新带动高质量发展。
- 依法对开发区各类行政事务、社会公共事务和政 务服务进行管理。研究制定开发区教育、文化、体育、旅游、卫生、社会保障、医疗保障、市场监管等事业的发展规划，并组织实施。抓好社会主义精神文明建设。负责统筹开发区政务服务体系建设，推进政务服务标准化和审批模式改革创新，不断优化营商环境。
- 加强社会主义民主法治建设，维护社会治安，处理群众来信来访，引导市民遵守各项法律法规。
- 开展统一战线工作，管理民族、宗教、华侨和港澳台事务及外事工作。
- 落实各项应急管理和安全生产监管任务，强化灾害防治能力建设，协调处置各类突发事件。
- 管理和监督各项财政收入，落实各项财政、税收和财务政策。
- 履行出资人职责，对开发区出资的国有企业和开发区区属资产进行监督管理，并加强业务指导。
- 制定并执行开发区科技金融政策，为企业搭建投融资服务平台，协调企业融资相关事项，培育开发区挂牌、上市企业梯队。
- 统筹党的建设工作，领导工会、共青团、妇联等群团组织。按干部管理权限，负责开发区干部的考察、考核、调整、教育、培训、任免工作。
- 负责市委、市政府对松山湖功能区统筹发展决定事项和相关重点任务的跟踪督导、落地实施和考核评估，推动功能区高质量发展。
- 完成市委、市政府交办的其他任务。

### 内设机构
- 综合办公室
- 党建工作办公室（组织人事局）
- 统筹发展局（松山湖科学城管理局）
- 商务与投资促进局
- 工业和信息化局
- 科技创新局
- 自然资源局
- 城市建设局
- 宣传教育文体旅游局
- 社会事务局
- 财政国资金融局
- 纪检监察工委（东莞松山湖高新技术产业开发区纪检监察工作委员会）

### 直属单位
- 东莞市城市管理和综合执法局松山湖分局
- 东莞市交通运输局松山湖分局（东莞市交通运输局松山湖功能区直属分局）
- 东莞市人力资源与社会保障局松山湖分局
- 东莞市医疗保障局松山湖分局
- 东莞市应急管理局松山湖分局
- 东莞市市场监督管理局松山湖分局（东莞市市场监督管理局松山湖功能区直属分局）
- 东莞市财政局松山湖分局
- 东莞市生态环境局松山湖分局（东莞市生态环境局松山湖功能区直属分局）
- 东莞市公安局松山湖分局
- 东莞市公安局交通警察支队松山湖大队
- 招投标服务所
- 人民武装部
- 规划与发展研究中心
- 科技成果转化中心
- 政务服务中心
- 社区卫生服务中心

## 交通
松山湖位于东莞几何中心位置，广州、深圳、香港的黄金走廊腹地，园区道路交通非常发达。

### 公路
莞深高速由南北方向穿过园区北部工业区，常虎高速也紧靠园区南部，园区周边共设有松山湖大朗站和石大路站（莞深高速）、松山湖站和大岭山站（常虎高速）四个高速出入口。目前在建的莞番高速也将紧靠园区北部通过。此外，园区内部及周边涵盖了国道G107莞长公路、S120莞龙公路、S357莞惠公路、石大公路、松山湖大道、生态园大道、东部快速、桑茶快速（在建）等交通干道，环莞快速三期、松山湖科学城至光明科学城通道（东莞段）已进入前期研究，松山湖第二通道规划也将准备启动。

### 轨道交通
- 广惠城际铁路：松山湖北站
- 1号线（在建）：松山湖站
- 3号线（规划）

### 公共汽车
2019年，东莞第二轮公交改革后，收回镇区公交经营权，改为以片区统筹发展。松山湖功能区的公交由东莞巴士控股、功能区一园九镇参股组建的松山湖公共交通有限公司负责运营。截至2019年12月，功能区共有116条线路，其中微巴7条。

## 高等教育与科研单位

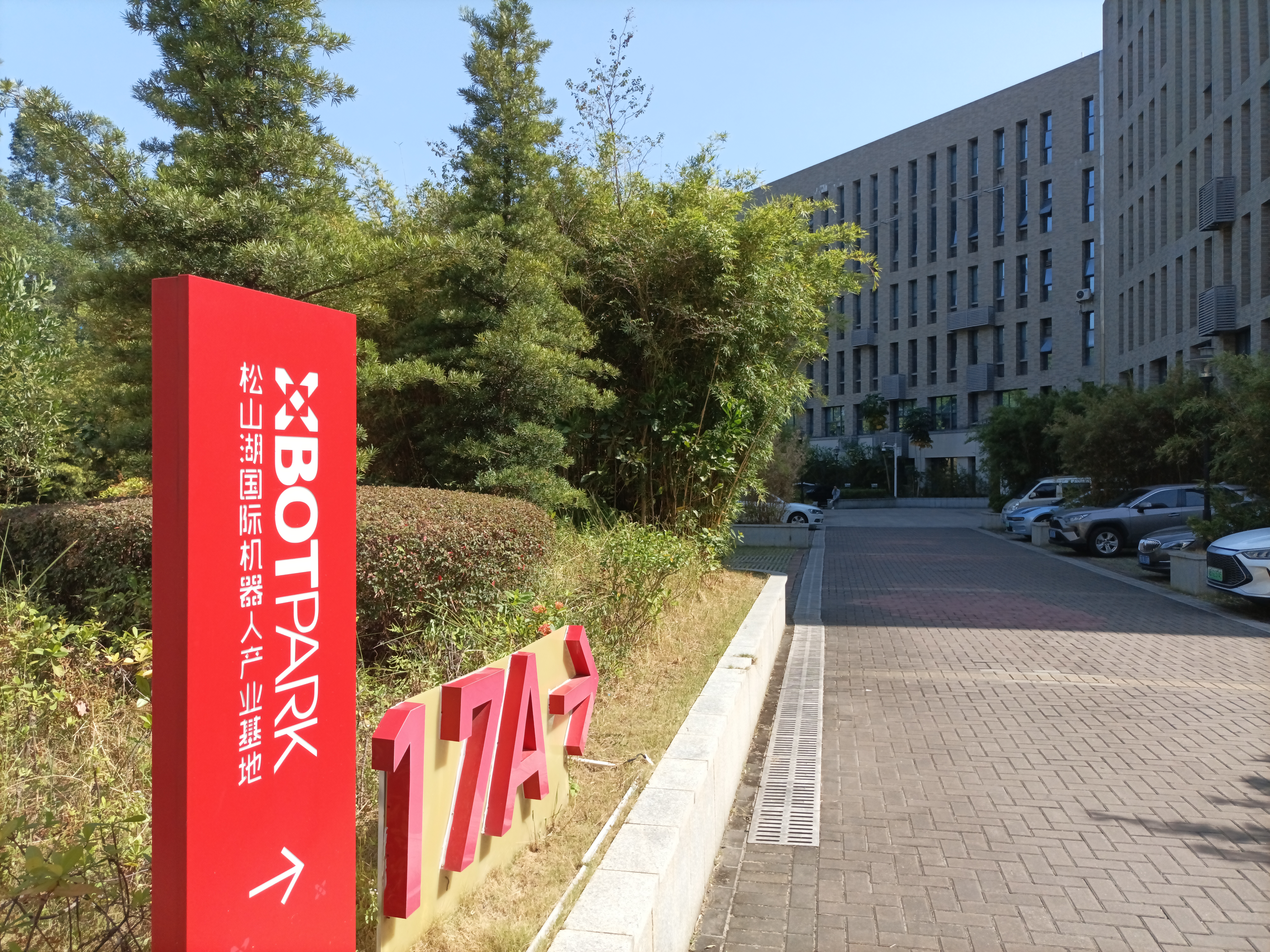
松山湖 XbotPark 机器人部落

松山湖高新技术产业开发区成立后将东莞理工学院搬迁至园区内，又吸引了在湛江的广东医学院来东莞开辟新校区，使得园区成为了东莞高等教育的中心。現時本區共有五所高等院校：
- 东莞理工学院
- 广东医科大学（东莞校区）
- 东莞职业技术学院
- 香港城市大學（東莞），是香港城市大學於2021年松山湖園區內興建的分校。
- 大灣區大學，於2021年興建校區
- 松山湖材料实验室，东莞市政府、中国科学院高能物理研究所共建
- 中国散裂中子源

## 產業
華為在松山湖高新技术产业开发区設有溪流背坡村（又称华为欧洲小镇）研發基地，該研發基地占地面积1900亩，总建筑面约126.7万平方米，於2014年9月动工建设，2018年7月1日華為員工開始搬入。